# Gås Anders-medaljen
Gås Anders-medaljen var en utmärkelse utdelad till spelmän, av spelmän 1950 till 1963. Initiativtagare och formgivare var konstnären Bror Hjorth.

## Historik
När Bror Hjorths staty av spelmannen Anders Ljungqvist avtäcktes 1944 vid Björklinge kyrka, hade Bror Hjorth bjudit in ett femtontal uppländska spelmän med Hjort Anders Olsson i spetsen. Som ett minne av invigningen tilldelades spelmännen en medalj i förgylld brons, formgiven av Bror Hjorth, med en bild av Gås-Anders på ena sidan och av Hjort Anders på den andra.
År 1949 sammanslöt sig tio av dessa spelmän till Gås Andersnämnden, verkande inom Uplands spelmansförbund, för att fortsätta att dela ut medaljen till andra spelmän i Uppland. De tio var August Bohlin, Gustaf Jernberg, Johan Olsson, Herbert Jernberg, Anton Jernberg, Leonard Larsson (Viksta-Lasse), Oskar Larsson, Eric Sahlström, Ivar Tallroth och Sven Tallroth. Bror Hjorth var extra medlem. Nämnden kan ses som en protest mot att Zornmärkets jury inte var spelmän, och att guldmärket ofta delades ut till folk som inte var spelmän. 1949 delades medaljen i silver ut till Vilhelm Gelotte, Ernst Hägg, Olle Jansson och Artur Tallroth. Året därpå frigjorde man sig från alla spelmansförbund, eftersom man ansåg att dessas förkärlek för stora spelmanslag var förkastlig, och inte gynnade solospelet. Man utökade också instrumentariet från fiol och nyckelharpa till att också omfatta kohorn, bockhorn, spilåpipa och kölning, och utökade till att omfatta hela landet, inte bara Uppland. Fordringarna för medaljen formulerades så att man behövde ha den musikaliska gammellåten i sin repertoar, och att man framförde den med konstnärlig gestaltning och äkthet.
1956 invaldes Olle Jansson, Ole Hjorth, Nils Agenmark och Artur Tallroth i Gås Andersnämnden. 1963 beslöt man att upphöra med utdelningen, eftersom man ansåg sig ha fullgjort sin uppgift: Zornmärkesjuryn innehöll nu också spelmän, och Zornmärket i guld utdelades enbart till spelmän. Således liknande kriterier som för Gås Andersmedaljen. Dessutom hade televisionen börjat visa spelmän i sina program, vilket visade att folkmusiken var erkänd som musik.

## Medaljörer
| 1949: | Vilhelm Gelotte                                        |
| 1949: | Ernst Hägg                                             |
| 1949: | Olle Jansson                                           |
| 1949: | Artur Tallroth                                         |
| 1950: | Gössa Anders Andersson, Orsa, fiol                     |
| 1951: | Nils Agenmark, Stockholm, fiol                         |
| 1952: | Olle Falk, Offerdal, fiol                              |
| 1954: | Evert Åhs, Älvdalen, fiol                              |
| 1955: | Karin Edvardsson Johansson, Sörsjön, Dalarna, kölning  |
| 1955: | Anna Karlsson, Högstrand, Dalarna, kölning             |
| 1955: | Elin Lisslass, Högstrand, Dalarna, kölning             |
| 1956: | Ture Gudmundsson, Leksand, kohorn, bockhorn, spilåpipa |
| 1957: | Påhl Olle (Dyrsmeds Olof Olsson), Rättvik, fiol        |
| 1959: | Teddy Lindfors, Österbotten, Finland, fiol             |
| 1959: | Ivar Holmström, Österbotten, Finland, fiol             |
| 1959: | Erik Johan Lindvall, Österbotten, Finland, fiol        |
| 1960: | Anton Högerberg, Ånge, fiol                            |
| 1961: | Ingvar Norman, Säter, fiol                             |
| 1962: | Svante Pettersson, Gotland, fiol                       |
| 1963: | Päkkos Gustaf, Bingsjö, fiol                           |
| 1963: | Röjås Jonas Eriksson, Boda, fiol                       |